# Liste des guerres de l'Azerbaïdjan
Cette liste regroupe les guerres et conflits ayant vu la participation de l’Azerbaïdjan. Voici une légende facilitant la lecture de l'issue des guerres ci-dessous :
- Victoire azerbaïdjanaise
- Défaite azerbaïdjanaise
- Autre résultat (par exemple un traité ou une paix sans un résultat clair, un statu quo ante bellum, un résultat inconnu ou indécis)
- Conflit en cours

## République démocratique d'Azerbaïdjan
| Début | Fin  | Nom du conflit                | Belligérants                          | Belligérants                      | Lieu                   | Issue                                   |
| Début | Fin  | Nom du conflit                | Alliés (y compris l’Azerbaïdjan)      | Ennemis                           | Lieu                   | Issue                                   |
| ----- | ---- | ----------------------------- | ------------------------------------- | --------------------------------- | ---------------------- | --------------------------------------- |
| 1918  | 1920 | Guerre arméno-azerbaïdjanaise | République démocratique d'Azerbaïdjan | République démocratique d'Arménie | Arménie et Azerbaïdjan | Invasion soviétique de la Transcaucasie |

## République d'Azerbaïdjan
| Début           | Fin         | Nom du conflit          | Belligérants | Belligérants | Lieu                                  | Issue                                             |
| Début           | Fin         | Nom du conflit          | Alliés (y compris l’Azerbaïdjan) | Ennemis | Lieu                                  | Issue                                             |
| --------------- | ----------- | ----------------------- | --- | --- | ------------------------------------- | ------------------------------------------------- |
| 20 février 1988 | 16 mai 1994 | Guerre du Haut-Karabagh | Azerbaïdjan | Arménie Haut-Karabagh | Haut-Karabagh, Arménie et Azerbaïdjan | Victoire arménienne Indépendance du Haut-Karabagh |
| 7 octobre 2001  | –           | Guerre d’Afghanistan    | FIAS : Albanie Allemagne Arménie Australie Azerbaïdjan Belgique Canada Croatie Danemark Espagne États-Unis France Italie Lituanie Norvège Nouvelle-Zélande Pakistan Pologne Portugal République tchèque Roumanie Royaume-Uni Suède Turquie | Talibans Réseau Haqqani Al-Qaïda Mouvement islamique d'Ouzbékistan Hezb-e-Islami Gulbuddin Lashkar-e-Toiba Jaish-e-Mohammed Hizbul Mujahideen (en) Tehrik-e-Taliban Pakistan | Afghanistan                           | en cours                                          |